# ACTA
ACTA (Anti-Counterfeiting Trade Agreement) oz. trgovski sporazum za boj proti ponarejanju je dogovor za oblikovanje novih standardov zaščite globalne intelektualne lastnine, ki razprave iz bolj demokratičnih večstranskih forumov, kot sta Svetovna trgovinska organizacija STO in Svetovna organizacija za intelektualno lastnino WIPO, spreminjata v skrivna regionalna pogajanja. ACTA želi  podati večjo avtoriteto organom pregona, ki naj bi zasegli vso blago, ki je povezano s kriminalno aktivnostjo, kršitvami  zakona, izogibanjem digitalnim varnostnim tehnologijam in piratstvom na digitalnih omrežjih .
ACTA je nastajala od leta 2007 do 2010 s pogovori med ZDA, EU, Švico, Kanado, Avstralijo, Novo Zelandijo, Mehiko, Singapurjem, Marokom, Japonsko in v Južno Korejo. Osem od enajstih držav v pogajanjih je sporazum tudi podpisalo v oktobru 2011. Število držav, ki so del teh pogajanj, je omejeno, vendar pa bi  določbe sporazuma nakazale globalne posledice na področju digitalnih svoboščin. Sporazum bo stopil v veljavo takoj, ko ga bo ratificiralo vsaj šest držav, a je to do danes storila samo Japonska (2012).

## Zakaj je pomembna?
Že od  svoje ustanovitve dalje se je ACTA osredotočala na internet in njegove uporabnike. Sporazum je posledica želj velikih internacionalnih skupin in lobijev v ZDA in EU (lastnikov avtorskih pravic), ki iščejo močnejša pooblastila za uveljavljanje pravic intelektualne lastnine po vsem svetu.
ACTA vsebuje številne funkcije, ki sprožajo precejšnje morebitne pomisleke glede zasebnosti potrošnikov in državljanskih svoboščin, kot tudi predstavljajo nevarnost za digitalne inovacije ter prost pretok informacij na internetu. 

## Glavni vzroki za skrb so:
1. Postopek: s skrivnimi pogajanji želi ACTA obiti preverjanja in kontrole mednarodnih ter domačih normativnih organov brez smiselnega prispevka nacionalnih parlamentov, politikov ali njihovih državljanov. Prvo besedilo, ki je vsebovalo sporazum je uradno izšlo šele leta 2010, ko je bilo že skoraj dokončano po osmih krogih pogajanja za zaprtimi vrati.
2. Določbe: Države podpisnice bi morale sprejeti nove izvršilne ukrepe za intelektualno lastnino, ki bi postavili omejevalna pravila za internet, ki sprožajo morebitne pomisleke glede svobode govora uporabnikov, zasebnosti in sposobnosti za inovacije.
3. Izvrševanje: Ustvarja t. i. "odbor ACTE", ki sestoji iz neizvoljenih članov za nadzor nad izvajanjem ACTA sporazuma brez pregledne pravne obveznosti, vidne v svojih postopkih.

## Določbe ACTA sporazuma lahko privedejo do:
- Določb, ki bi povečale in spodbudile filtriranje in blokiranje vsebin. To lahko povzroči, da ponudniki internetnih storitev račune naročnikov, ki naj bi kršili avtorske pravice izbrišejo brez opozorila.
- Kršenja zasebnosti in predpisanega postopka: Sporazum lahko poveča pritisk za pospešitev izmenjave informacij med organi pregona in olajša postopke za imetnike avtorskih pravic za dostop do informacij kršiteljev zavoljo kaznovanja posameznika.
- Večjih civilnih in kazenskih sankcij za kršitve avtorskih pravic: ACTA razširja opredelitev kršitve na način, ki bi lahko celo vključeval nekomercialno motivirane kršitve. Od držav podpisnic zahtevajo, da imajo kazenske sankcije pripravljene tudi že za pomoč in napeljevanje na kršitev avtorskih pravic.

## Kaj ji sledi?
Medtem ko je bila v Evropi leta 2012 zavrnjena z  92 % večino Evropskega parlamenta, je še vedno grožnja za druge narode podpisnic, ki so ratificirale ali še bodo ratificirale sporazum ACTA. Kitajska mednje ni bila povabljena. Indija ter Brazilija sta izrazili, da nimata interesa za pridružitev.

## SOPA in PIPA
ACTA se idejno ne razlikuje veliko od SOPA (Stop Online Piracy Act) in PIPA (Protect IP Act). Pisatelj časnika Forbes E.D. Kain meni, da jih vse definirajo skrivni pogovori za zaprtimi vrat brez javnih razprav.

## Protesti v Sloveniji
Po podpisu sporazuma so se po celotni Evropi začeli protesti. Ena izmed  držav protestnic je bila tudi Slovenija. 
Helena Drnovšek - Zorko, slovenska veleposlanica na Japonskem,  je  31. januarja 2012 v javni izjavi izrazila globoko obžalovanje za podpis sporazuma.  Meni, da sporazum omejuje in si pridržuje pravico angažiranosti na največjem in najpomembnejšem omrežju v zgodovini človeštva ter tako omejuje predvsem prihodnost naših otrok.
Slovenski člani hekerske skupine Anonymous so napovedali grožnjo zoper podpisa pogodbe in objavili videe nevarnosti na različnih spletnih straneh, ki so bili naperjeni proti vladnim uradnikom in Novi Ljubljanski banki, slednjo pa obenem obtožujejo tudi korupcije. 
Po policijskih ocenah je  4. februarja 2012 okoli 3000 Slovencev protestiralo na Kongresnem trgu v Ljubljani in okoli 300 v Mariboru.